# Silvio Solimano
Silvio Solimano, noto anche con lo pseudonimo di Berto (Santa Margherita Ligure, 12 giugno 1925 – Santo Stefano d'Aveto, 27 agosto 1944), è stato un partigiano italiano, medaglia d'oro al valor militare alla memoria.

## Biografia
Attivo tra gli antifascisti del Tigullio, il ragazzo era stato arrestato dalla polizia. Incarcerato, era riuscito ad evadere e ad aggregarsi ai partigiani della Brigata Garibaldi "Cichero". Nonostante la giovanissima età, a "Berto" (questo il suo nome di battaglia), era stato affidato il comando di un distaccamento della Brigata. Cadde, non ancora ventenne, in Val d'Aveto, durante uno scontro con i nazifascisti.

## Onorificenze
A Solimano sono state intitolate una via di Genova e una di Santa Margherita Ligure.